# زمرة زوجية

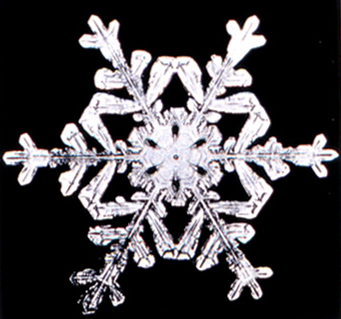

الزمرة الزوجية (بالإنجليزية: Dihedral group)‏ ورمزها {\displaystyle D\!_{n}} هي زمرة تماثل مضلع منتظم عدد أضلاعه {\displaystyle n} حيث {\displaystyle n>1}. وتكون رتبة الزمرة {\displaystyle D\!_{n}} مساوية {\displaystyle 2n}. والزمرة الزوجية {\displaystyle D\!_{n}} هي زمرة تبديلات غير أبيلية عندما {\displaystyle n>1}. ويمكن التعبير عن الزمرة الزوجية {\displaystyle D\!_{n}} على النحو التالي: {\displaystyle \left\langle x,y|x^{2}=1,y^{n}=1,(xy)^{2}=1\right\rangle }. كما يُعبر عن الزمرة الزوجية {\displaystyle D_{n}} في المستوى ثنائي الأبعاد باستخدام مصفوفات حقيقية بها مولدات مكونة من {\displaystyle S\!} و{\displaystyle R\!}، حيث {\displaystyle S\!} هي دوران بباي من الراديانات حول أحد المحاور المارة بمركز مضلع منتظم عدد أضلاعه {\displaystyle n} وأحد رؤوسه، و{\displaystyle R\!} هي دوران بزاوية {\displaystyle 2\pi /n} حول مركز المضلع المنتظم ذي العدد {\displaystyle n} من الأضلاع.